# Aton (évêque de Saintes)
Pour les articles homonymes, voir Aton (homonymie).
Cet article possède un paronyme, voir Atton (homonymie).
Aton, cité à partir de 779 et mort avant le 16 mars 819 est évêque de Saintes, abbé de Saint-Hilaire de Poitiers et de l'abbaye Saint-Philibert de Noirmoutier, où il introduit la réforme bénédictine, ainsi qu'à Nouaillé.

## Biographie
Aton est d'abord diacre et chapelain du palais,,,. Vers 779/780, il est envoyé en mission à Rome, avec l'abbé de Saint-Denis Fulrad,. Vers 787, il est en mission à Salerne.
Aton est ensuite attesté comme abbé, probablement de Saint-Hilaire de Poitiers le 3 août 794 quand il souscrit un diplôme (où figure également l'évêque de Limoges Régimpert) de Louis le Pieux,,,,,, alors roi d'Aquitaine, donné  au Palais-sur-Vienne en faveur de la cellola de Nouaillé, . Aton introduit alors la règle bénédictine à Nouaillé,,,,, qui devient une celle abbatiale, c'est-à-dire une abbaye bénédictine dépendant d'une autre abbaye bénédictine, Saint-Hilaire de Poitiers. 
Louis le Pieux indique également qu'Aton est son parent,, mais le lien de parenté n'est pas établi précisément. Aton est peut-être de la famille de la mère de Louis le Pieux, Hildegarde, voire le frère de cette dernière, mais c'est une hypothèse sans preuve.
En mars 799, Aton est cité comme évêque de Saintes et abbé de Saint-Hilaire de Poitiers,,,.
Aton est probablement aussi abbé de l'abbaye Saint-Philibert de Noirmoutier. En effet, un diplôme délivré le 2 août 830 par l'empereur Louis le Pieux évoque un certain Aton, décédé, qui a réformé le monastère Saint-Philibert de Noirmoutier,,,, sur ordre de Charlemagne,,. Aton est mort avant le 16 mars 819, date à laquelle Arnoul est attesté comme abbé de Saint-Philibert de Noirmoutier,,. Il a donc réformé à la fois Nouaillé et Saint-Philibert de Noirmoutier,, même si,on peut se demander dans quelle mesure cette réforme est alors appliquée à Noirmoutier, alors qu'à Nouaillé elle est effective et durable.
Comme Régimpert, qui a peut-être comme lui des origines en Bavière, Aton fait partie d'un groupe de clercs chargés de réformer et de soumettre le clergé aquitain.